# Les Aventuriers de l'air
Pour plus de détails, voir Fiche technique et Distribution.
Les Aventuriers de l'air est un film français de René Jayet sorti en 1950.

## Synopsis
Un pilote, héros de la guerre, se retrouve impliqué malgré lui dans un trafic. Il est recherché par la police, mais ses anciens compagnons et une hôtesse de l'air l'aideront à prouver son innocence.

## Fiche technique
- Réalisation : René Jayet
- Scénario : Robert Bibal
- Photographie : Marcel Villet
- Musique : Jean Yatove
- Montage : Marguerite Renoir
- Pays de production :  France
- Format : Noir et blanc - 1,37:1 - 35 mm - Son mono
- Genre : Policier
- Durée : 83 minutes
- Date de sortie :
  - France : 20 octobre 1950

## Distribution
- Ginette Leclerc : Béatrice Webb
- Elina Labourdette : Gisèle Lesieur
- Yves Furet : Pierre Lagarde
- Jean Murat : Portal
- Jean-Max : Christiani
- Antonin Berval : Docquois
- Dorette Ardenne : Odette
- Philippe Richard
- Michel Lemoine : Traîne-savates